# العلاقات القطرية الليبية
العلاقات القطرية الليبية هي العلاقات الثنائية التي تجمع بين قطر وليبيا.

## مقارنة بين البلدين
هذه مقارنة عامة ومرجعية للدولتين:
| وجه المقارنة                                              | قطر           | ليبيا                                       |
| --------------------------------------------------------- | ------------- | ------------------------------------------- |
| المساحة (كم2)                                             | 11.44 ألف     | 1.76 مليون                                  |
| عدد السكان (نسمة)                                         | 2.64 مليون    | 6.37 مليون                                  |
| الكثافة السكانية (ن./كم²)                                 | 230.77        | 3.62                                        |
| العاصمة                                                   | الدوحة        | طرابلس                                      |
| اللغة الرسمية                                             | اللغة العربية | اللغة العربية، اللغة العربية الفصحى الحديثة |
| العملة                                                    | ريال قطري     | دينار ليبي                                  |
| الناتج المحلي الإجمالي (بليون دولار)                      | 167.61 مليار  | 50.98 مليار                                 |
| الناتج المحلي الإجمالي (تعادل القوة الشرائية) بليون دولار | 316.40 مليار  | 69.32 مليار                                 |
| الناتج المحلي الإجمالي الاسمي للفرد دولار أمريكي          | 73.65 ألف     |                                             |
| الناتج المحلي الإجمالي للفرد دولار أمريكي                 | 141.54 ألف    | 15.60 ألف                                   |
| مؤشر التنمية البشرية                                      | 0.850         | 0.724                                       |
| رمز المكالمات الدولي                                      | +974          | +218                                        |
| رمز الإنترنت                                              | .qa           | .ly                                         |
| المنطقة الزمنية                                           | ت ع م+03:00   | ت ع م+02:00، توقيت شرق أوروبا               |

## منظمات دولية مشتركة
يشترك البلدان في عضوية مجموعة من المنظمات الدولية، منها:
| علم المنظمة | اسم المنظمة                                 | تاريخ انضمام قطر | تاريخ انضمام ليبيا |
| ----------- | ------------------------------------------- | ---------------- | ------------------ |
|             | الصندوق العربي للإنماء الاقتصادي والاجتماعي | ?                | ?                  |
|             | يونسكو                                      | 27 يناير 1972    | 27 يونيو 1953      |
|             | وكالة ضمان الاستثمار متعدد الأطراف          | 22 أكتوبر 1996   | 5 أبريل 1993       |
|             | الأمم المتحدة                               | 21 سبتمبر 1971   | 14 ديسمبر 1955     |
|             | الاتحاد البريدي العالمي                     | ?                | ?                  |
|             | جامعة الدول العربية                         | 11 سبتمبر 1971   | 28 مارس 1953       |
|             | صندوق النقد العربي                          | ?                | ?                  |
|             | البنك الدولي للإنشاء والتعمير               | 25 سبتمبر 1972   | 17 سبتمبر 1958     |
|             | المصرف العربي للتنمية الاقتصادية في أفريقيا | ?                | ?                  |
|             | منظمة التعاون الإسلامي                      | ?                | ?                  |
|             | منظمة حظر الأسلحة الكيميائية                | ?                | ?                  |
|             | الاتحاد الدولي للاتصالات                    | 27 مارس 1973     | 3 فبراير 1953      |
|             | مؤسسة التمويل الدولية                       | 11 أكتوبر 2008   | 18 سبتمبر 1958     |
|             | منظمة الشرطة الجنائية الدولية               | ?                | ?                  |

## وصلات خارجية
- موقع وزارة الخارجية القطرية
- موقع وزارة الخارجية الليبية